# Mesopolobus mongolicus
Mesopolobus mongolicus är en stekelart som beskrevs av Yang 1996. Mesopolobus mongolicus ingår i släktet Mesopolobus och familjen puppglanssteklar. Inga underarter finns listade i Catalogue of Life.